# Йеремия Пелагонийски
Йеремия е православен духовник, пелагонийски митрополит около 1585-1596 година.

## Биография
За Йеремия е известно, че е роден в Сярско. През март 1585 година йеромонах Йеремия е избран за пелагонийски и прилепски митрополит. На следващата година заминава за Русия, заедно с архиепископ Гавриил Охридски. През 1587 година пътува и до Западна Европа, след което се връща в епархията си. Преди 1596 година заминава за Испания, за да търси дарения, като за известно време е арестуван в Мадрид, заподозрян, че се представя неправомерно за пелагонийски митрополит. За да се оправдае, показва ръкоположителната си грамота, преведена на латински. Не е известно кога напуска митрополитския пост, но през 1600 година той вече е зает от друг духовник.
През 1598 година Йеремия пристига в Неапол, където се среща с архиепископ Атанасий. През следващите две години двамата пътуват из Западна Европа, търсейки подкрепа за плана си за въстание на християните срещу османската власт на Балканите. След като се връща за кратко в Македония, през 1602 година Йеремия отново предприема пътуване, този път до Молдова. Там той е пленен от кримските татари, но е освободен от австрийски войски. Преминавайки през Жечпосполита, през юни 1604 година пристига в Москва.
Сведенията за Йеремия Пелагонийски през следващите години са оскъдни. Предполага се, че живее известно време във Влашко, след което получава митрополитска катедра в Унгария. През септември 1622 година той отново пристига в Русия, преминавайки през Киев. Приет добре от цар Михаил Романов, напуска страната през септември 1623 година. Няма данни за живота му след тази дата.